# Spudaea grisea
Spudaea grisea là một loài bướm đêm trong họ Noctuidae.